# Ceratomyxa truncata
Ceratomyxa truncata is een microscopische parasiet uit de familie Ceratomyxidae. Ceratomyxa truncata werd in 1895 beschreven door Thélohan. 